# Паїсіос Лігаридес
Паїсій Лігарідес (грец. Παΐσιος Λιγαρίδης), народжений як Панталеон Лігарідес (грец. Παντολέων Λιγαρίδης; бл. 1610—1678) був греко-православним ученим і єпископом Єрусалимської церкви; Православний митрополит Гази.

## Біографія
Народився на Хіосі, він викладав літературу та теологію в грецькому коледжі в Римі, заснованому в 1577 році папою Григорієм XIII . Спочатку він підтримував примирення православного з католицьким богослов'ям, але пізніше повернувся до грецького православ'я і писав проти католицизму та кальвінізму. Залишивши Рим, він поїхав до Константинополя, а пізніше (1646) до Тирговіште у Валахії, де заснував (або відродив) грецьку школу. У 1651 році він подорожував до Палестини в супроводі патріарха Паїсія Єрусалимського, прийнявши чернечий постриг і прийнявши чернече ім'я Паїсій . У 1652 році отримав від Паїсія титулярний сан митрополита Гази .
У 1655 році він написав дуже довгу Хризмологію [Chrismologion] Константинополя, Нового Риму, першу вичерпну збірку великої кількості грецьких оракул і пророцтв, створених у зв'язку з падінням Константинополя.
Паїсій Лігарид відомий як торговець індульгенціями, які він продавав на Русі.
Він був призначений царем головою Великого Московського Синоду 1666 року . Після 1666 року написав полемічний запис про засудження Синодом патріарха Московського Никона на підтримку абсолютної влади російського царя в богословських питаннях.
Його наступником став Партеній I Олександрійський.